# Distretto di Bivona
Il distretto di Bivona fu un distretto del Regno di Sicilia e, successivamente, del Regno delle Due Sicilie, inserito nella provincia di Girgenti (attuale Agrigento) e comprendente il territorio di 13 comuni, con capoluogo Bivona. Era stato istituito subito dopo l'abolizione della feudalità in Sicilia, nel 1812, e fu sostituito nel 1860 dall'omonimo circondario costituito dopo l'Unità d'Italia.

## Comuni
Il distretto di Bivona comprendeva il territorio di 13 comuni:
- Bivona, il capoluogo
- Alessandria di Sicilia
- Burgio
- Calamonaci
- Cammarata
- Castel Termine
- Cianciana
- Lucca
- Ribera
- San Biagio
- San Giovanni di Cammarata
- Santo Stefano di Bivona
- Villafranca

Inoltre fino al 1859 (quando la circoscrizione era ancora denominata distretto) vi era compreso il territorio del borgo di San Ferdinando (frazione di Bivona), oggi Filaga, frazione di Prizzi (PA).

### Descrizioni dei comuni del distretto di Bivona
Di seguito vengono riportate le descrizioni dei comuni del distretto di Bivona contenute nelle opere di Antonino Busacca (Dizionario geografico, statistico e biografico della Sicilia preceduto da un compendio storico siculo, 1850) e Girolamo di Marzo Ferro (Dizionario geografico, biografico, statistico e commerciale della Sicilia, 1853).

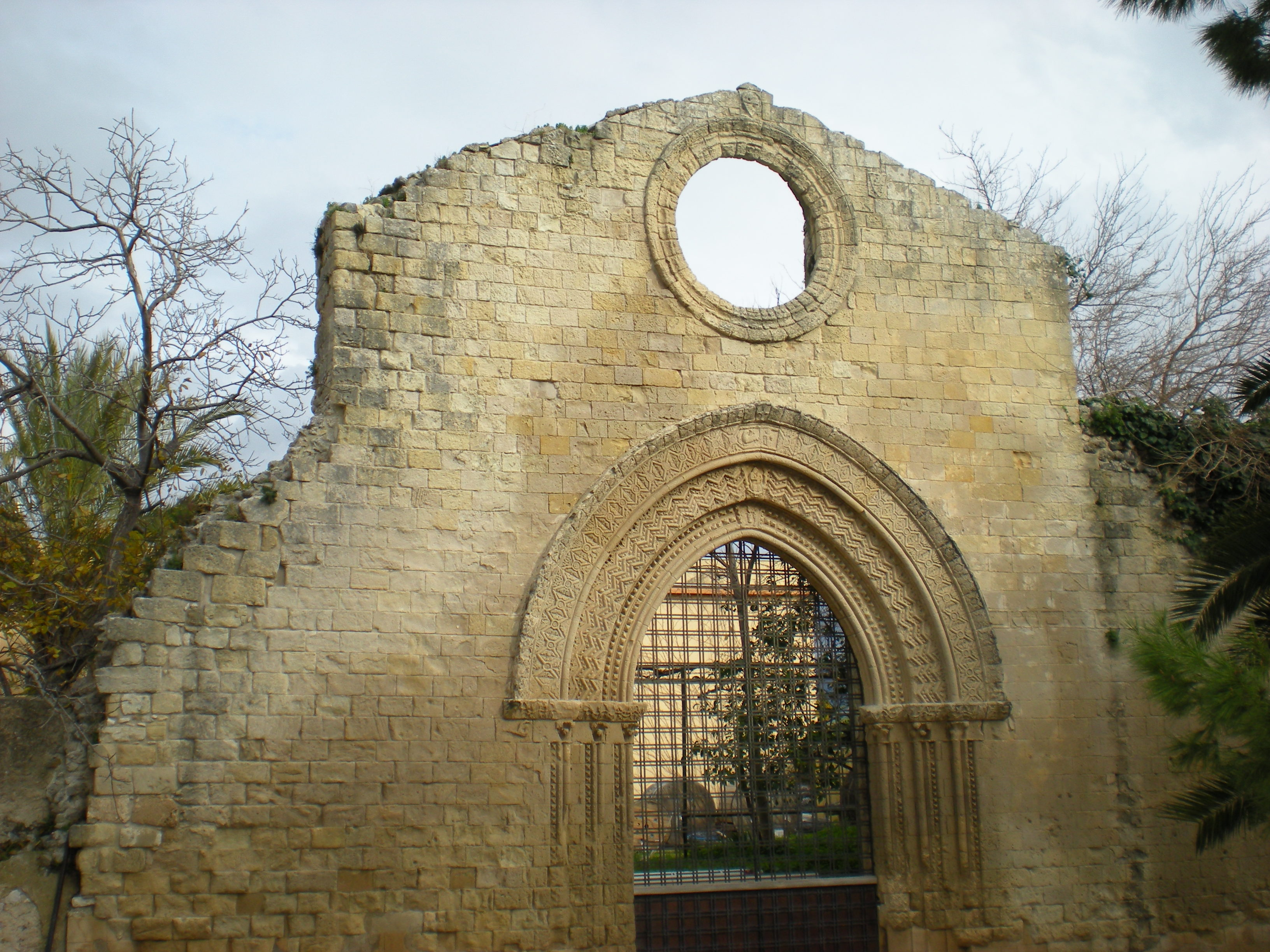
Il portale gotico chiaramontano, simbolo di Bivona

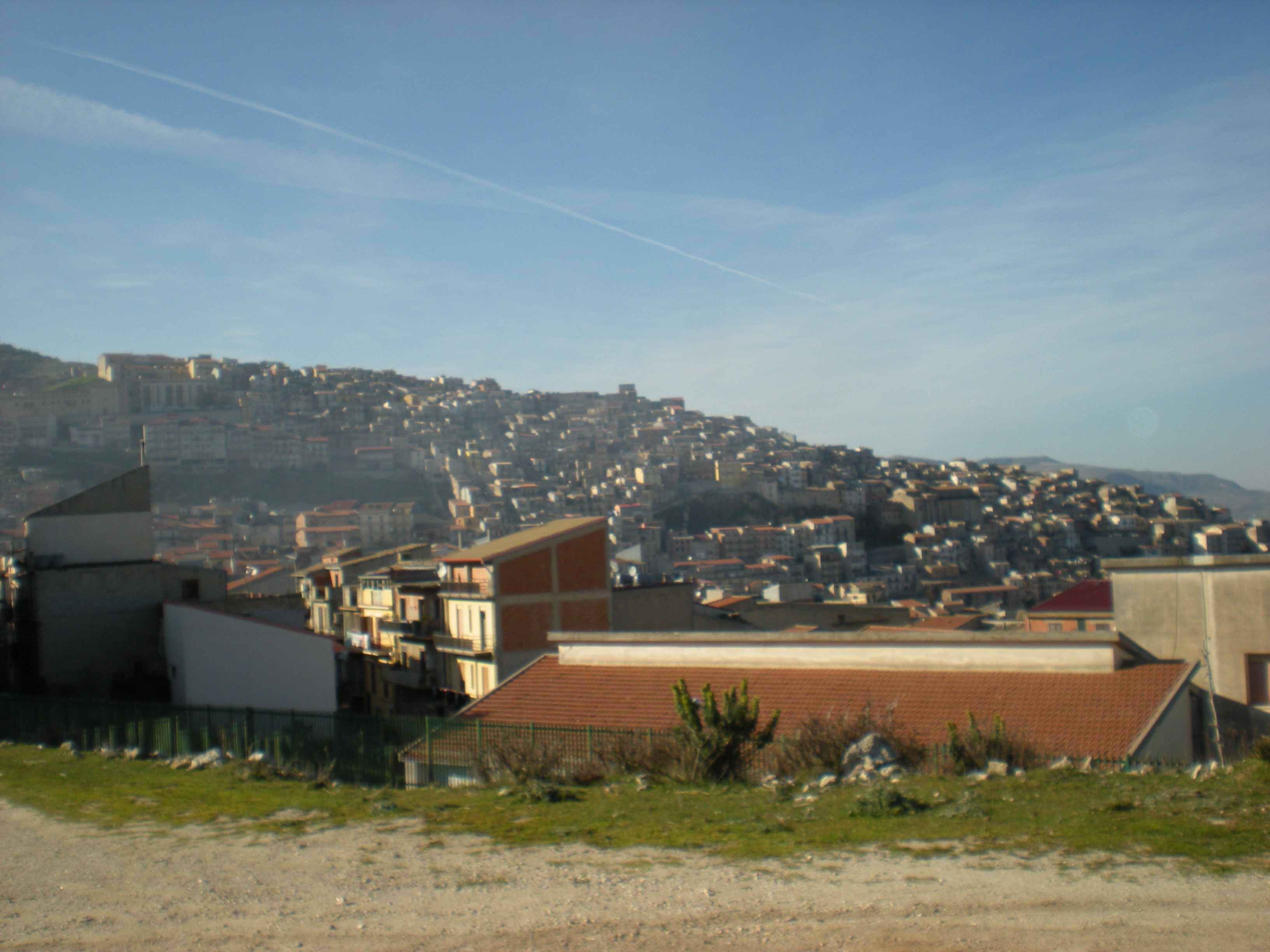
Panorama di Cammarata

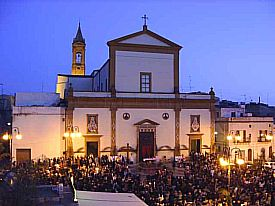
Il duomo di Ribera

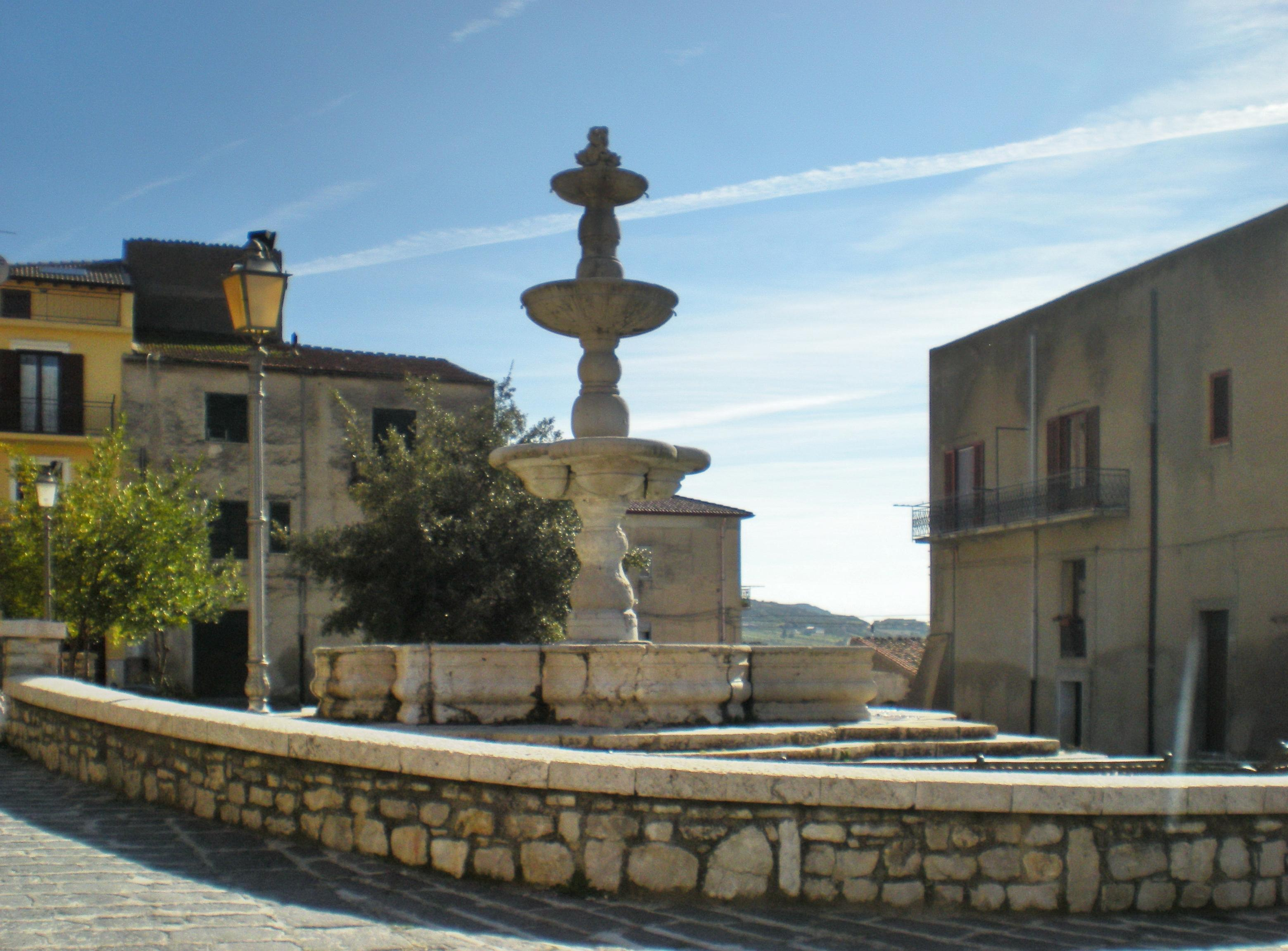
Fontana di piazza Castello a Santo Stefano Quisquina

Bivona
Alessandria della Rocca
Burgio
Calamonaci
Cammarata
Castel Termine
Cianciana
Lucca
Ribera
San Biagio
San Giovanni di Cammarata
Santo Stefano di Bivona
Villafranca

## Storia
(Antonino Marrone, Il Distretto, il Circondario ed il Collegio Elettorale di Bivona (1812-1880), 1996)

### La Costituzione del 1812

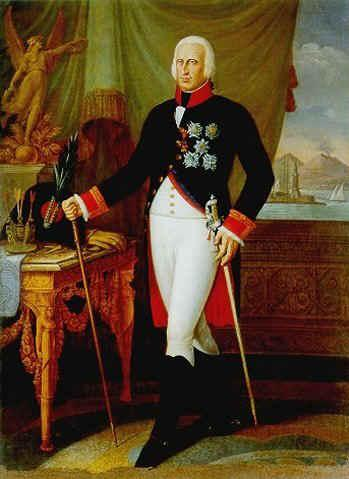
Ferdinando III di Sicilia

Il Parlamento siciliano straordinario riunitosi a Palermo nel 1812 decretò l'abolizione della feudalità in Sicilia (19 luglio), la promulgazione della Costituzione ed una radicale riforma degli apparati statali, che portò alla ridefinizione del rapporto tra lo Stato e la società.
Il Parlamento abolì l'antica suddivisione amministrativa della Sicilia in tre valli (Val di Mazara, Val Demone e Val di Noto) e stabilì l'istituzione di 23 distretti. Essi vennero delimitati dallo studioso ed astronomo Giuseppe Piazzi, che tenne conto delle caratteristiche naturali, economiche e demografiche delle varie zone dell'Isola.
Ecco il testo tratto dalla Costituzione di Sicilia stabilita nel Generale straordinario Parlamento del 1812 sui criteri utilizzati per delimitare i distretti e stabilirne i capoluoghi:
Nonostante i criteri avanzati dal Piazzi, vi furono numerose liti e controversie tra le città-capoluogo e quelle che miravano a ricoprire tale ruolo: infatti le città designate come capoluogo di distretto usufruivano di diversi vantaggi politici, economici ed occupazionali.
Le 23 città siciliane elevate a capoluogo di distretto furono: Alcamo, Bivona, Caltagirone, Caltanissetta, Castroreale, Catania, Cefalù, Corleone, Girgenti, Mazara del Vallo, Messina, Mistretta, Modica, Nicosia, Noto, Palermo, Patti, Piazza Armerina, Sciacca, Siracusa, Termini Imerese, Terranova di Sicilia, Trapani.
Bivona, capoluogo del XII distretto, e Caltanissetta erano le uniche città ex-feudali elevate a capoluogo di distretto: le altre ventuno città, infatti, anticamente erano città demaniali.

### La controversia con Castronovo
Castronovo di Sicilia, ex città demaniale e sede dell'antica comarca in cui era compresa anche Bivona, si oppose fermamente all'elevazione a capoluogo di distretto della città di Bivona. Nonostante fosse stato inserito all'interno del distretto di Termini Imerese, Castronovo pretendeva di diventare capoluogo del distretto bivonese: in un memoriale inviato il 22 ottobre 1812 al re di Sicilia Ferdinando III, i giurati ed il sindaco castronovesi affermavano che Bivona tanto se si considera nel fisico, quanto nel suo morale non era degna di ricoprire il ruolo che le era stato affidato: essi misero in evidenza il basso numero di abitanti bivonesi, l'assenza di fondachi e case decenti da potersi ricoverare i passeggeri, l'aria malsana causata dalla vicina presenza delle risaie e la mancanza di strade adeguate ad una facile comunicazione tra i diversi paesi del distretto ed il capoluogo.
Ciononostante, il Parlamento siciliano ritenne più valide le motivazioni che avevano indotto ad elevare a capoluogo la città di Bivona.

### Territorio e confini del distretto
Dalla foce del fiume di Caltabellotta la linea di demarcazione sale con questo sino a S. Carlo, indi radendo le falde meridionali dei monti Refesi, per ponente di Bivona va a trovare la sorgente del fiume Platani, del quale siegue lo intero corso sino al mare, che ne bagna la costa meridionale.
Il distretto di Bivona era delimitato dal mar Mediterraneo (Canale di Sicilia) a sud, dal fiume Platani ad est, dal fiume Verdura ad ovest e dalla catena dei monti Sicani a nord.
Il distretto di Bivona confinava a nord con i distretti di Corleone e Termini Imerese, ad est con il distretto di Caltanissetta, a sud con il distretto di Girgenti e ad ovest con il distretto di Sciacca.
Comprendeva, oltre a Bivona, altri dodici comuni ed una borgata, San Ferdinando (oggi Filaga), aggregata al comune di Bivona fino al 1859. La superficie del distretto era di circa 864 km2; la popolazione, secondo un censimento del 1798, era di 48.585 abitanti, così distribuiti:
| Comune                    | Estensione (km²) | Popolazione |
| ------------------------- | ---------------- | ----------- |
| Alessandria di Sicilia    | 61,88            | 4.416       |
| Bivona                    | 88,57            | 2.582       |
| Burgio                    | 42,22            | 5.868       |
| Cammarata                 | 191,80           | 5.123       |
| Calamonaci                | 32,59            | 780         |
| Castel Termine            | 99,47            | 5.590       |
| Cianciana                 | 37,71            | 3.400       |
| Lucca                     | 18,41            | 1.960       |
| Ribera                    | 118,64           | 4.656       |
| San Biagio                | 42,42            | 2.500       |
| San Giovanni di Cammarata | 26,30            | 3.011       |
| Santo Stefano di Bivona   | 85,94            | 5.486       |
| Villafranca               | 17,67            | 3.213       |

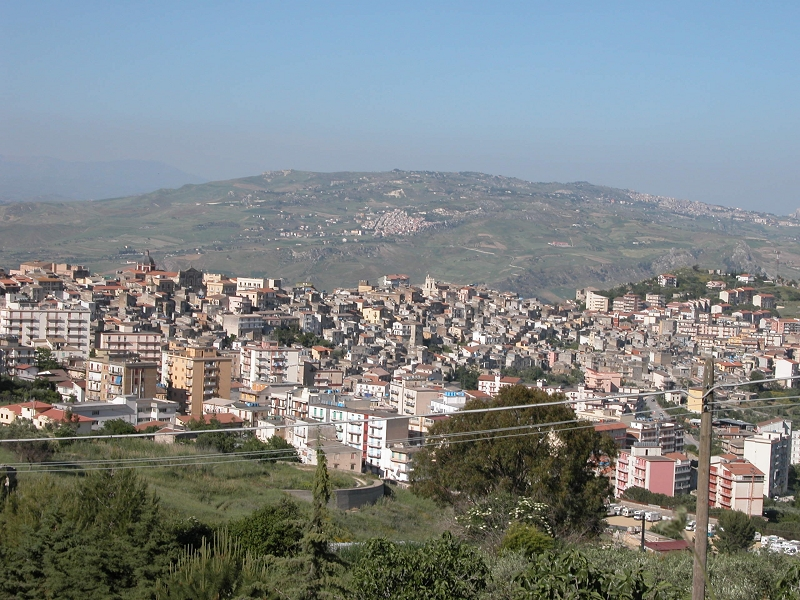
Panoramica di Casteltermini, uno dei comuni più popolati del distretto

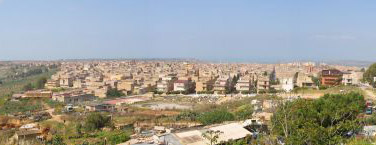
Panoramica di Ribera, unico comune del distretto con sbocco sul mare

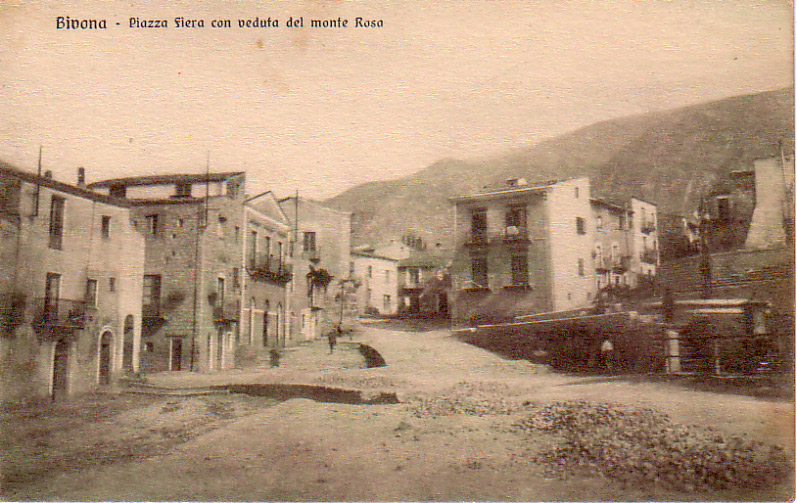
Antica piazza Fiera di Bivona, capoluogo di distretto

Come descritto nel testo della costituzione, il distretto di Bivona presentava diversi ambienti naturali: era attraversato da alcuni fiumi (il Sosio, che nasce tra Bivona e Santo Stefano e che assume il nome di Verdura nei territori di Caltabellotta e Ribera, il Magazzolo ed il Platani); era sovrastato a nord dalla catena montuosa dei Monti Sicani e dei Monti Rifesi (oggi in territorio palermitano di Palazzo Adriano), posti tra i territori di Bivona e di Lucca, Burgio e Villafranca; era bagnato a sud (territorio di Ribera) dalle acque del Canale di Sicilia.
Il territorio, pertanto, presentava una varietà di clima (da quello prettamente montano a quello pedemontano nell'entroterra, a quello collinare e tipicamente mediterraneo nella parte centro- meridionale) e di paesaggi, passando dai rilievi sopra i 1.000 m s.l.m. posti a nord alle coste lineari del riberese, attraverso le zone collinari che caratterizzavano la maggior parte dei territori comunali del distretto.

### I funzionari distrettuali e la sottintendenza di Bivona
I funzionari distrettuali giunsero a Bivona tra il 1813 ed il gennaio 1814. I funzionari svolgevano diversi ruoli: c'erano un segreto, un proconservatore, tre giudici del tribunale ed un capitan d'arme.

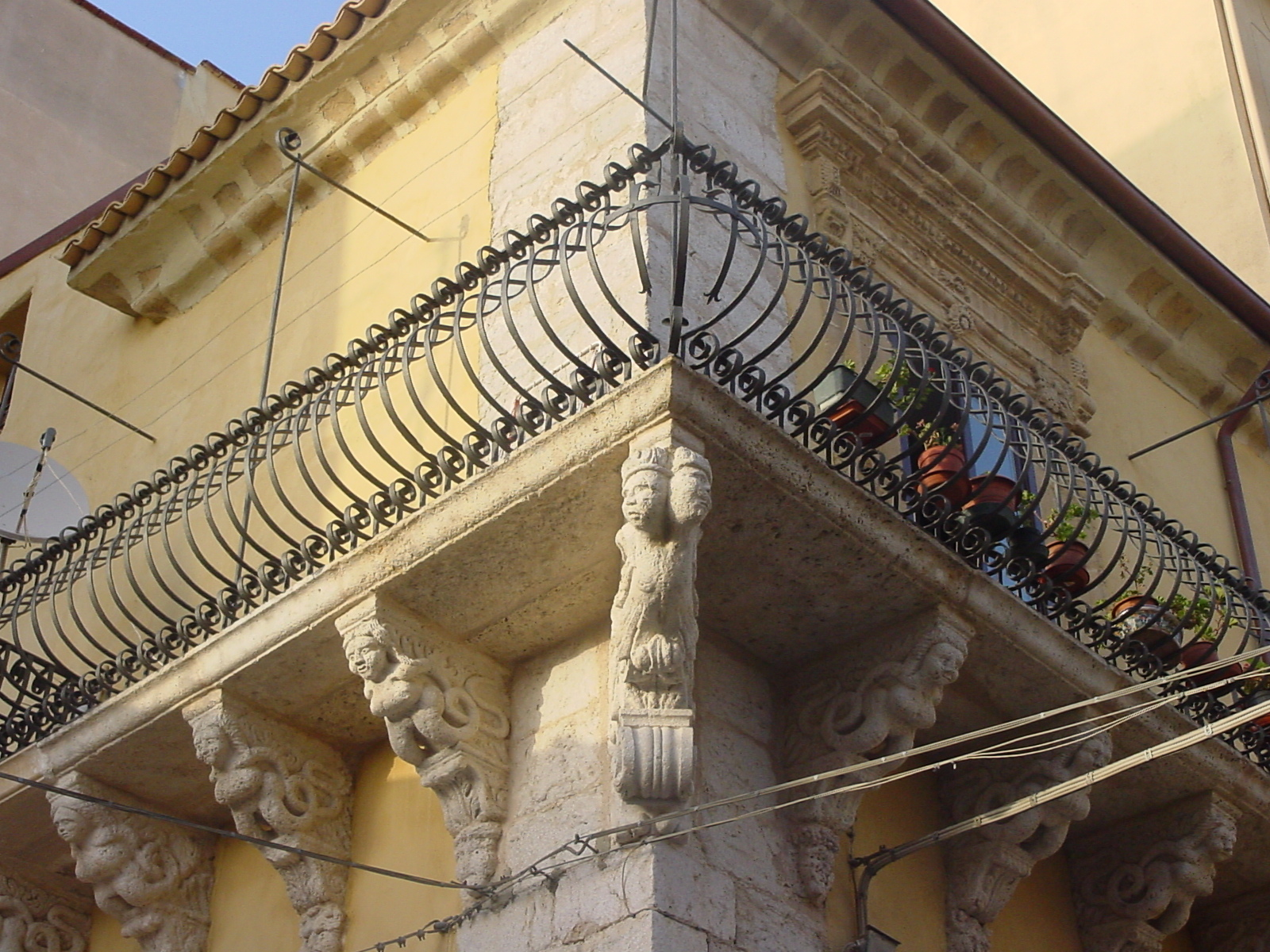
Il Palazzo Marchese Greco di Bivona, sede della sottintendenza dal 1818 al 1825

Il segreto era responsabile del settore finanziario: da lui dipendevano i prosegreti esattori del comune di Bivona; il proconservatore apprestava i ruoli dei contribuenti; i giudici discutevano le cause di seconda istanza; il capitan d'arme era posto alle immediate dipendenze del ministro di alta polizia ed assicurava la pubblica sicurezza, in particolar modo nelle campagne, grazie all'ausilio della sua compagnia d'arme, formata da dodici uomini.
Durante il 1813 ed il 1814 a Bivona si svolsero le elezioni distrettuali che portarono al Parlamento siciliano due deputati eletti in tre tornate elettorali svolte in quel periodo.
L'11 ottobre 1817 venne attuata una riforma amministrativa che fece divenire i distretti componenti delle province, nuove circoscrizioni territoriali più grandi e più rilevanti da un punto di vista amministrativo. A capo di ogni provincia vi era un intendente, coadiuvato dalla Segreteria d'Intendenza e dal Consiglio d'intendenza; il Consiglio provinciale, composto da 15 membri annuali proposti dai comuni della provincia e nominati dal re di Sicilia, era un organo deliberativo ed aveva un proprio bilancio.
A capo di ogni capoluogo di distretto che non era sede di intendenza, invece, vi era un sottintendente, cioè la prima autorità del distretto. Bivona, inserita insieme agli altri comuni del suo distretto ed a quelli dei distretti di Girgenti e Sciacca all'interno della provincia di Girgenti (futura provincia di Agrigento), divenne pertanto sede di sottintendenza e venne dotata di vari organi amministrativi: la segreteria di sottintendenza ed il Consiglio Distrettuale, composto da 11 consiglieri.

### Suddivisione in circondari

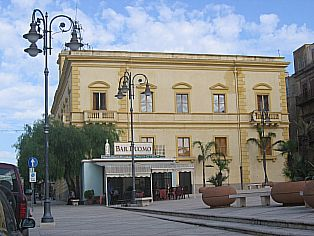
Il Municipio di Ribera, comune divenuto capoluogo di circondario nel 1841

Il Regio Decreto del 30 maggio 1819 previde la suddivisione dei distretti in diversi circondari, che presero nome dai rispettivi capoluoghi: il distretto di Bivona venne suddiviso in tre circondari.
Prima del 1841
Nel 1819 il distretto venne suddiviso nei circondari di Bivona (4 comuni), Burgio (5 comuni) e Cammarata (4 comuni):

Circondario di Bivona: Alessandria, Bivona, Cianciana, Santo Stefano di Bivona

Circondario di Burgio: Burgio, Calamonaci, Lucca, Ribera, Villafranca

Circondario di Cammarata: Cammarata, Castel Termine, San Biagio, San Giovanni di Cammarata
Dal 1841
Nel 1841, per l'importanza assunta dalla cittadina, anche Ribera divenne sede di un circondario, comprendente due soli comuni:

Circondario di Bivona: Alessandria, Bivona, Cianciana, Santo Stefano di Bivona

Circondario di Burgio: Burgio, Lucca, Villafranca

Circondario di Cammarata: Cammarata, Castel Termine, San Biagio, San Giovanni di Cammarata

Circondario di Ribera: Calamonaci, Ribera

### Il capoluogo Bivona
(Giovan Battista Sedita, Cenno storico-politico-etnografico di Bivona, 1909)

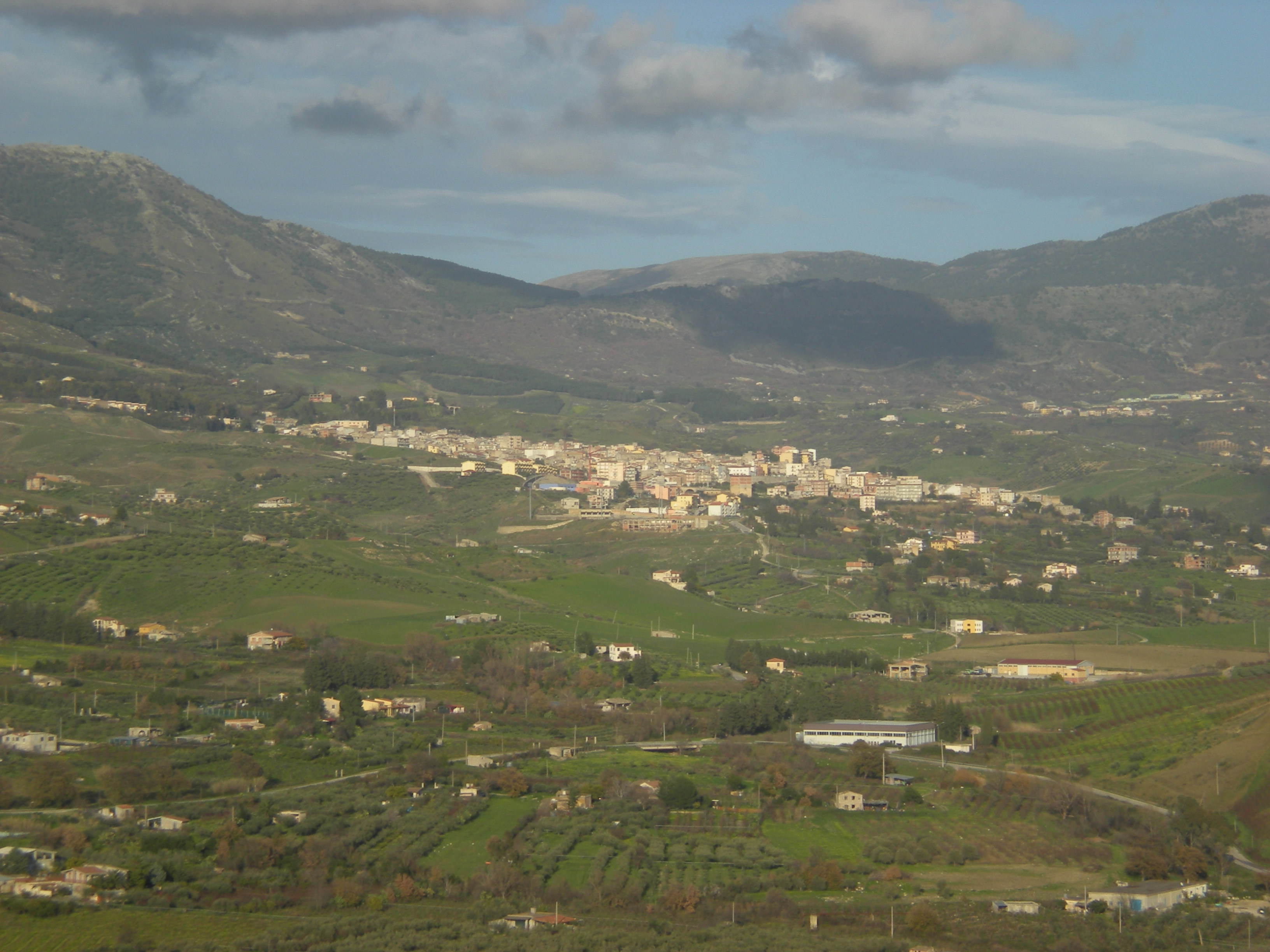
Panoramica di Bivona, capoluogo di distretto

La scelta di elevare Bivona a capoluogo di distretto, nonostante la crisi demografica del paese, fu sostenuta da vari motivi: Bivona vantava origini antiche; geograficamente occupava una posizione centrale nell'ambito del distretto; tra i secoli XV e XVII era stata uno dei maggiori centri feudali della Sicilia, soprattutto in seguito alla sua elevazione a ducato (il primo nell'Isola) e città (1554); presentava un ampio numero di edifici e monumenti religiosi; vantava una secolare e prestigiosa tradizione scolastica grazie alla presenza di un collegio gesuitico.
In seguito alla rivoluzione siciliana del 1820, fu attuata la riforma dell'apparato di polizia e furono adottati i nuovi criteri di dislocazione dell'apparato militare; nel 1824 venne varata la riforma del sistema finanziario. Bivona, pertanto, era sede:
- come capoluogo di circondario: del giudicato circondariale e del carcere circondariale;
- come capoluogo di distretto: della sottintendenza, del giudicato d'istruzione, dell'ispettorato di polizia, della Compagnia d'Arme, del distaccamento della Real Gendarmeria, del carcere distrettuale e della ricevitoria distrettuale.

### La crisi finanziaria
La grave crisi finanziaria che colpì la società siciliana soprattutto negli anni venti dell'Ottocento indusse il governo a modificare l'assetto amministrativo dell'Isola: inizialmente si prevedeva la riduzione delle province da 7 a 4 e l'abolizione di alcune sottintendenze, tra cui quella di Bivona (che sarebbe dovuta aggregarsi a quella di Sciacca).
Il Regio Decreto dell'8 marzo 1825, tuttavia, mantenne la suddivisione della Sicilia in 7 province, ma abolì tutte le sottintendenze. Ciononostante, il ridimensionamento dell'apparato amministrativo e rappresentativo del distretto fu uno dei motivi che causarono numerose e sanguinose rivolte in tutta l'Isola negli anni trenta, in particolar modo nel 1837, quando la Sicilia fu vittima anche del colera.
In seguito a questi episodi, il governo provvide a modificare nuovamente gli apparati amministrativi distrettuali: vennero reintrodotte le sottintendenze, i Consigli Distrettuali e gli Ispettorati distrettuali di polizia; furono abolite le Compagnie d'Armi, sostituite da distaccamenti distrettuali della Regia Cavalleria a cavallo.

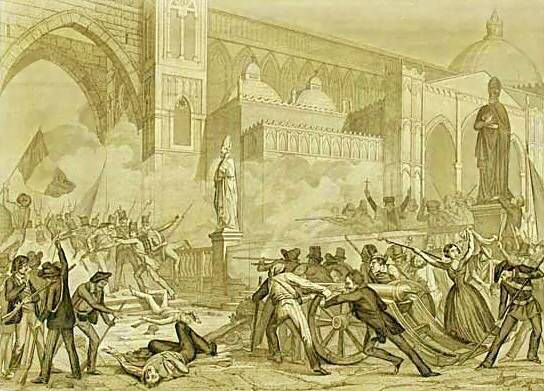
La rivoluzione di Palermo (12 gennaio 1848)

### Il periodo preunitario
Dopo una prima abolizione nel 1825 ed il ripristino nel 1837, la sottintendenza di Bivona venne abolita nuovamente il 12 gennaio 1848, quando a Palermo scoppiò la rivoluzione: il sottintendente Giuseppe Consiglio si allontanò dal paese il 27 gennaio 1848, quando Bivona aderì alla rivoluzione indipendentista.
La sottintendenza venne ripristinata solamente nel maggio 1849: ciononostante essa, insieme all'intero distretto bivonese, era tenuta in bassa considerazione dal governo. Infatti Bivona veniva esclusa dai programmi di sviluppo e di adeguamento delle infrastrutture, ed era considerata sede dove poter destinare funzionari dal passato negativo od equivoco.
Nel periodo compreso tra il 1851 ed il 1860 a Bivona si avvicendarono sei sottintendenti: alcuni di essi cercarono di instaurare un rapporto molto stretto con la classe dirigente bivonese, che godeva di ampi spazi di manovra nella gestione comunale e distrettuale.
Il 1860, l'anno del crollo del regno borbonico, della spedizione dei Mille e dell'annessione della Sicilia al regno sabaudo, decretò la fine dei distretti e l'istituzioni di nuove circoscrizioni amministrative territoriali, i circondari.

## Sedi bivonesi del distretto

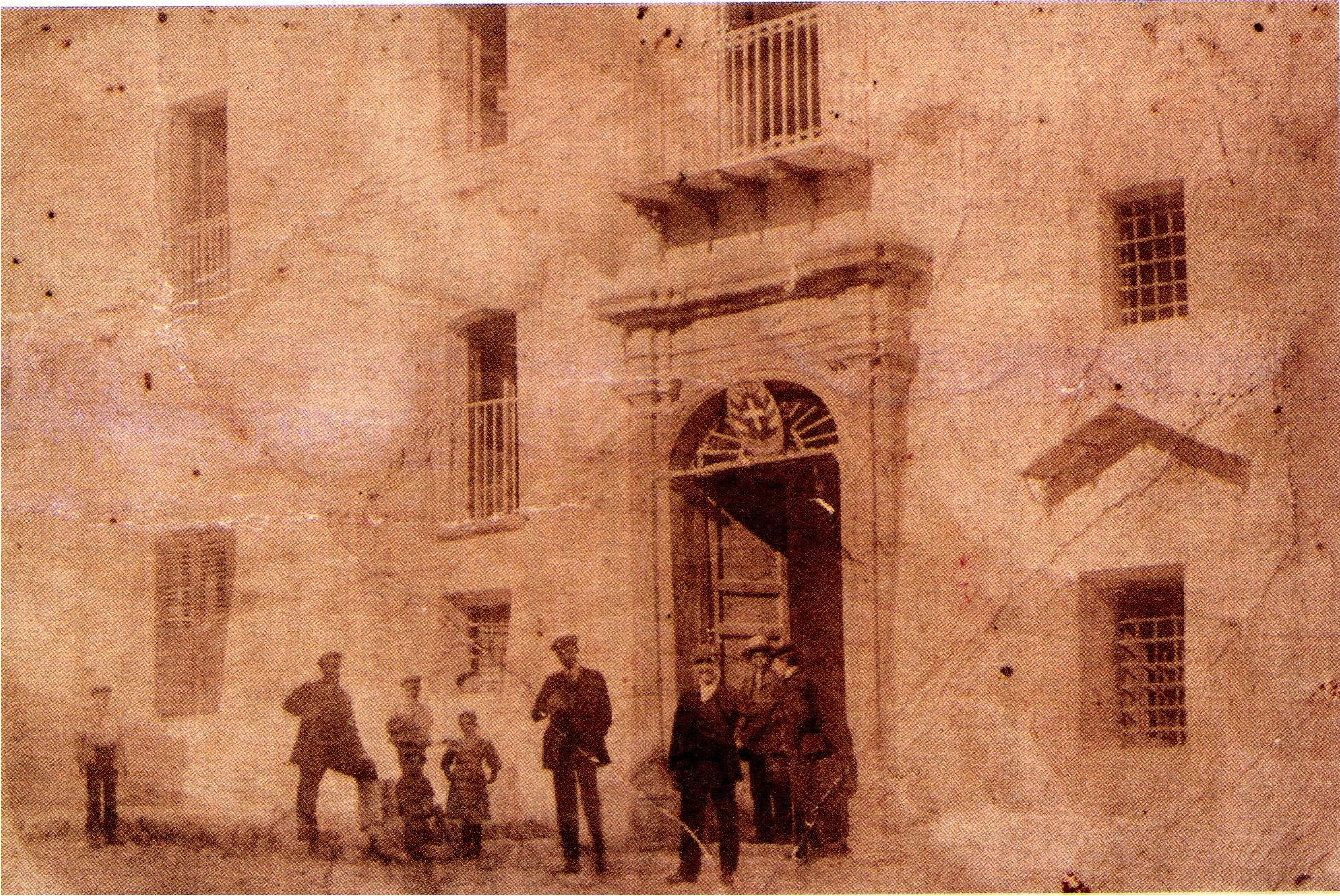
Lo storico palazzo ducale di Bivona, sede di sottintendenza, compagnia d'arme, gendarmeria e carcere

| Uffici                      | Periodo                  | Sede                                                                   |
| --------------------------- | ------------------------ | ---------------------------------------------------------------------- |
| Sottintendenza              | 1818-1825 1838-1848      | Palazzo Marchese Greco Palazzo Ducale                                  |
| Compagnia d'Arme            | 1821-1837                | Palazzo ducale                                                         |
| Giudicato circondariale     | 1821-1837 1849 1852-1860 | Ex collegio dei gesuiti Palazzo Marchese Greco Ex collegio dei gesuiti |
| Gendarmeria Reale a piedi   | 1821-1848                | Ex collegio dei gesuiti (primo piano)                                  |
| Gendarmeria Reale a cavallo | 1838                     | Palazzo ducale                                                         |
| Ispettorato di Polizia      | 1821-1860                | Ex collegio dei gesuiti                                                |
| Carcere                     | 1818-1860                | Palazzo ducale                                                         |

### L'officina di posta di Bivona
La riforma postale del 1820 dotò Bivona di un'officina di posta, divenuta il punto terminale di uno dei due tragitti che si dipartivano dalla linea principale Palermo-Licata.
La corsa partiva da Corleone e sempre in provincia di Palermo passava per Chiusa Sclafani e San Carlo; proseguiva in provincia di Girgenti, nel circondario di Bivona, passando da Burgio e Villafranca e arrivando proprio a Bivona.
Nel mese di agosto del 1838 venne soppressa la linea Palermo-Licata, sostituita dai collegamenti mediante vettura corriera. Ciononostante, Bivona rimase sempre punto terminale, divenendo l'ultima tappa della linea che partiva da Corleone, che a sua volta si diramava dalla linea (corsa a cavallo) Palermo-Sciacca, istituita, insieme ad altre cinque corse, con la prima riforma Dalbono.
Nel 1839 l'officina di posta di Bivona divenne una tappa della corsa traversa Villafranca-Castel Termine: anche quest'ultimo comune, infatti, venne dotato di un'officina postale, in quanto si trovava sul percorso della prima corsa d'incontro Manganaro-Girgenti.
Per quanto riguarda la gestione dei dispacci, l'officina di Bivona, che ricoprì questo ruolo sino alla fine del dominio borbonico, era in corrispondenza diretta con le officine di Villafranca (sino al 1840), Burgio (nel periodo compreso prima il 1821 e dopo il 1840) e Corleone (sino al 1839); a quest'ultima rimase aggregata anche per le corrispondenze dirette al di fuori del cammino traverso. In seguito, l'officina di aggregazione divenne quella di Casteltermini.

## Criminalità
(Decreto istitutivo del distretto di Bivona, 1812)

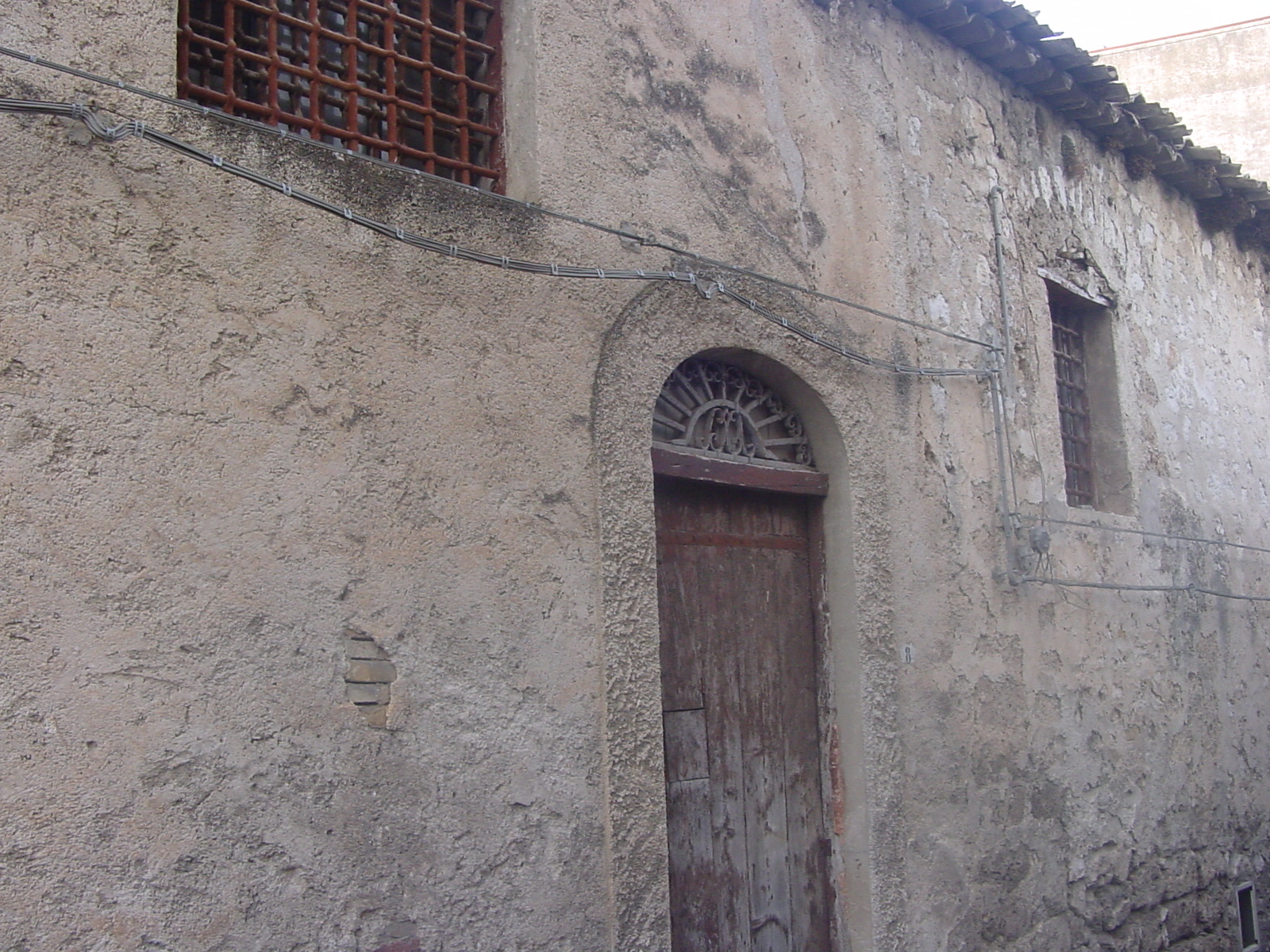
Sede dell'ex carcere di Bivona

La circoscrizione amministrativa di Bivona venne definita una delle più difficili a custodirsi (per la presenza di malviventi e bande armate) già dal 1812, anno in cui in Sicilia vennero costituiti i distretti. I luoghi più pericolosi erano situati nel versante orientale del distretto, in particolar modo nei territori di Cammarata e Casteltermini; ad occidente le bande armate agivano soprattutto nella zona dei Monti Rifesi, situati nel territorio di Palazzo Adriano (distretto di Corleone), a metà strada tra Bivona e Burgio.